# Аркум (разъезд)
Арку́м — разъезд Северобайкальского региона Восточно-Сибирской железной дороги на Байкало-Амурской магистрали (1397 километр).
Находится в Муйском районе Республики Бурятия, в 19 км к востоку от Северомуйска, на правобережье Муякана (в 1 км к югу от русла реки), в 6 км к востоку от места впадения в Муякан его левого притока — реки Аркум.

## Пригородное сообщение по станции
| № поезда | Маршрут движения   | № поезда | Маршрут движения   |
| -------- | ------------------ | -------- | ------------------ |
| 6373     | Таксимо — Окусикан | 6374     | Окусикан — Таксимо |